# Steve Backley
Stephen James Backley OBE, född 12 februari 1969 i Sidcup, London, är en brittisk före detta friidrottare som tävlade i spjutkastning mellan 1988 och 2004.
Backleys genombrott kom när han 1988 blev silvermedaljör vid VM för juniorer. 1990 vann han guld vid både EM och vid Samväldesspelen. Han var även i final vid Olympiska sommarspelen 1992 i Barcelona där han slutade på en tredje plats med ett kast på 83,38. 
Under 1994 försvarade han sina guld både vid EM och vid Samväldesspelen. Han deltog vid VM i Göteborg 1995 där han slutade tvåa efter Jan Železný, med ett längsta kast på 86,30. Samma sak hände vid Olympiska sommarspelen 1996 där Železný vann med sju decimeter förre Backley. 
Vid VM 1997 slutade Backley åter tvåa men denna gång var det sydafrikanen Marius Corbett som slutade som segrare. Corbett vann även guld vid Samväldesspelen 1998 förre Backley. Däremot vann Backley sitt tredje raka EM-guld vid EM i Budapest. 
VM 1999 blev en besvikelse då han slutade först på en åttonde plats efter ett längsta kast på 83,84. Bättre gick det vid Olympiska sommarspelen 2000 där han blev silvermedaljör med ett kast på 89,85. Den enda som kunde besegra honom var Železný som kastade ett nytt olympiskt rekord då han nådde 90,17.
Vid EM 2002 så vann han sitt fjärde raka EM-guld samma år vann han även sitt tredje guld vid samväldesspelen. 
Backleys sista mästerskap blev Olympiska sommarspelen 2004 där hans 84,13 räckte till en fjärde plats. Han var bara sju decimeter från Sergej Makarov på bronsplatsen.

## Världsrekord
Backley kastade den 2 juli 1990 i Stockholm 89,58 vilket var 48 centimeter längre än Patrik Bodéns världsrekord. Han förbättrade den 25 januari 1992 i Auckland sitt eget världsrekord när han kastade 91,46 och blev därmed först över 90 meter med det nya spjutet. Rekordet stod sig till Železný i april 1993 kastade 95,54. 